# Rio Chiveve

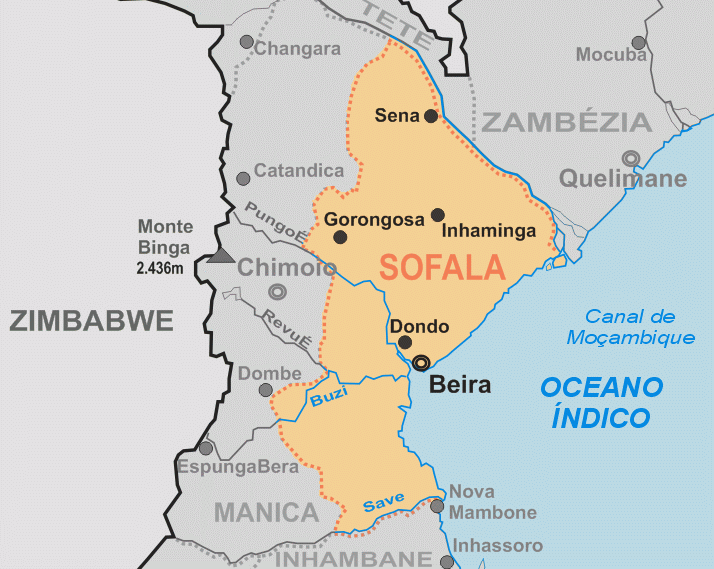
Localização da Beira em Moçambique

Rio Chiveve – é uma espécie de coração e pulmão da cidade da Beira que se localiza no seu centro. A história do surgimento dessa cidade e do  desenvolvimento sócio-economico está ligada ao rio em causa.  Este rio é cortejado por vários quilômetros de valas de drenagem que escoam as águas residuais, quando a maré baixa, e acolhem a água oceânica quando o mar fica bravo. Trata-se de um sistema que, a funcionar em pleno, permite a sã convivência entre o mar e a cidade.  

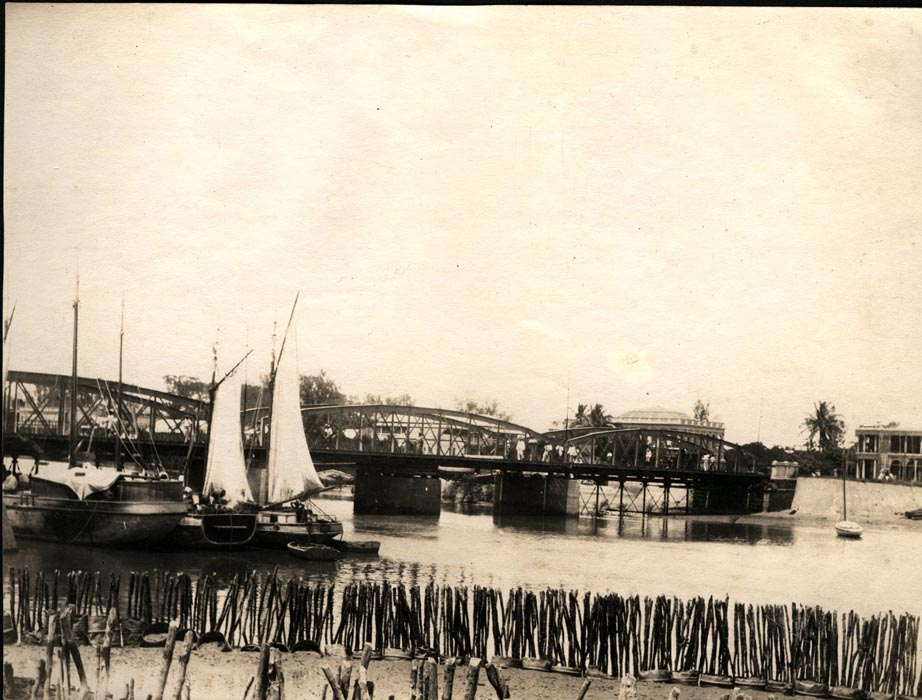
Rio Chiveve o coração da cidade da Beira

## Ligações Externas
- Cidade da Beira